# Clara McMillen
Clara Bracken McMillen (Bloomington, 2 de octubre de 1898-30 de abril de 1982) fue una investigadora estadounidense. Junto con su esposo, Alfred Kinsey, contribuyó al Informe Kinsey sobre la sexualidad humana.

## Biografía
Nacida en Bloomington, Indiana , hija única de Josephine Bracken y William Lincoln McMillen. Ella disfrutó de una educación de clase media, creciendo en Brookville, Indiana . Su padre era profesor de inglés y su madre estudió música, pero abandonó su carrera una vez que nació su hija. Clara describió a sus padres como "protestantes activos". Ella se destacó en los deportes como adolescente, incluyendo la natación. Ella asistió a Fort Wayne Public High School. En 1924, ocurrió una tragedia y su padre murió de neumonía, luego su madre murió seis meses después.
En 1917, se matriculó para estudiar química en la Universidad de Indiana , donde se graduó con Phi Beta Kappa , Sigma Xi y otros honores. También asistió a la escuela de posgrado que finalmente abandonó después de casarse con Alfred Kinsey. Lo conoció brevemente cuando visitó la Universidad de Indiana antes de unirse a la facultad y se reunieron nuevamente en un pícnic del departamento de zoología en 1920. La pareja se casó el 3 de junio de 1921. Alfred era bisexual y poliamoroso, por lo cual tuvieron una relación abierta. Clara se acostó con otros hombres, y Kinsey hizo lo mismo, incluido su alumno Clyde Martin. A lo largo de los años, ella apoyó y contribuyó al trabajo y al legado de su esposo.
Alfred y Clara tuvieron cuatro hijos: Donald (1922–1927), Anne (1924–2016), Joan (1925–2009) y Bruce (1928). Donald murió de diabetes justo antes de su quinto cumpleaños. Su esposo Alfred Kinsey murió en 1956. Su apodo para ella era "Mac".

### Muerte
Murió el 30 de abril de 1982 y está enterrada con su esposo en Bloomington, Indiana.